# Dolmen de la Mouleyre
Le dolmen de la Mouleyre, appelé aussi dolmen du Bois-du-Luc, est situé à Blasimon, dans le département français de la Gironde.

## Historique
L'édifice est signalé en 1923 par l'abbé Labrie et partiellement fouillé par Julia Roussot-Larroque en 1968.

## Description
Son état ruiné ne permet pas de savoir s'il s'agit d'un dolmen ou d'une allée couverte. L'ensemble s'étire sur 4,40 m de longueur avec une largeur comprise entre 1,50 m et 0,95 m pour une hauteur de 0,55 m. Il est constitué de quatre orthostates sur le côté gauche (0,70 m à 1,10 m de long) et de trois sur le côté droit (0,75 m à 1,80 m de long). Le monument a été édifié selon une orientation sud-ouest/nord-est. Deux dalles aboutées au sol font office de pavement. Le décapage partiel effectué par J. Roussot-Laroque laisse penser que le tumulus aurait comporté un ou deux murs de parement.